# ラ・ボカ
ラ・ボカ（La Boca）は、アルゼンチンの首都ブエノスアイレス特別区の南東部にある地区（バリオ）である。コムーナ4に属しており、2001年の国勢調査による人口は46,494人である。ブエノスアイレスには48の地区（バリオ）があるが、ラ・ボカ地区は古い港近くに位置している。西にはバラカス地区が、北にはサン・テルモ地区とプエルト・マデーロ地区がある。

## 歴史
ラ・ボカ地区の住民の多くはヨーロッパ系であり、多くがイタリア系だが、スペイン系、ドイツ系、フランス系、アラブ系、バスク系住民もいる。初期の移民はイタリアのジェノヴァ出身者が多く、ヨーロッパ風の要素を強く残している。実際に地区の名称はジェノヴァ語のBoccadasseと強い類音を持っており、ラ・ボカ地区の名称が実際にそれに因んで名づけられたと信じている住民もいる。一般的には「リアチュエーロ川の河口部分にあるから」（スペイン語のBocaは「河口」という意味がある）と説明される。長期間のゼネラルストライキ後、1882年にラ・ボカはアルゼンチンから脱退し、反乱軍はジェノヴァの旗を掲げたが、直ちにフリオ・アルヘンティーノ・ロカ元大統領自らによって分裂させられた。政治的な急進派の拠点でもあり、1935年のアルゼンチン議会選挙の際にはアルゼンチンで初めて社会主義の議員（アルフレード・パラシオス）を選出した。
2001年の財政危機の際は多くのデモの拠点となった。

## 文化
ラ・ボカ地区は、サッカークラブのボカ・ジュニアーズの本拠地として世界中のスポーツファンに知られている。ボカ・ジュニアーズのホームスタジアムであるエスタディオ・アルベルト・J・アルマンドは「ラ・ボンボネーラ」（チョコレート箱の意味）という愛称を持つ。
ラ・ボカ地区内には鮮やかな家と歩行者用の通りがある「カミニート」があり、カミニートはアルゼンチン国外からの観光客に人気がある。カミニートではタンゴアーティストがパフォーマンスを行ない、タンゴに関連した記念品が販売される。その他の観光スポットとしては、ラ・リベーラ劇場、多くのタンゴクラブ、イタリアン・バルなどがある。

## ギャラリー

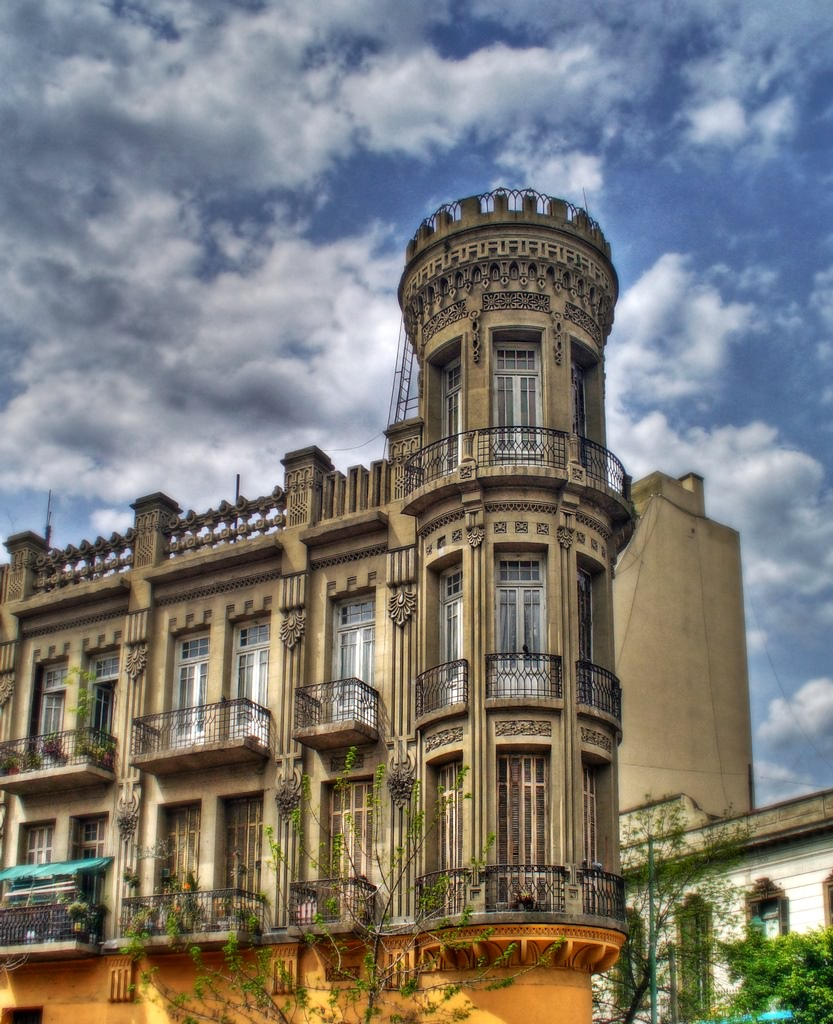
ウェンセスラオ・ビジャファーニェ通りにある19世紀の「ゴースト・タワー」
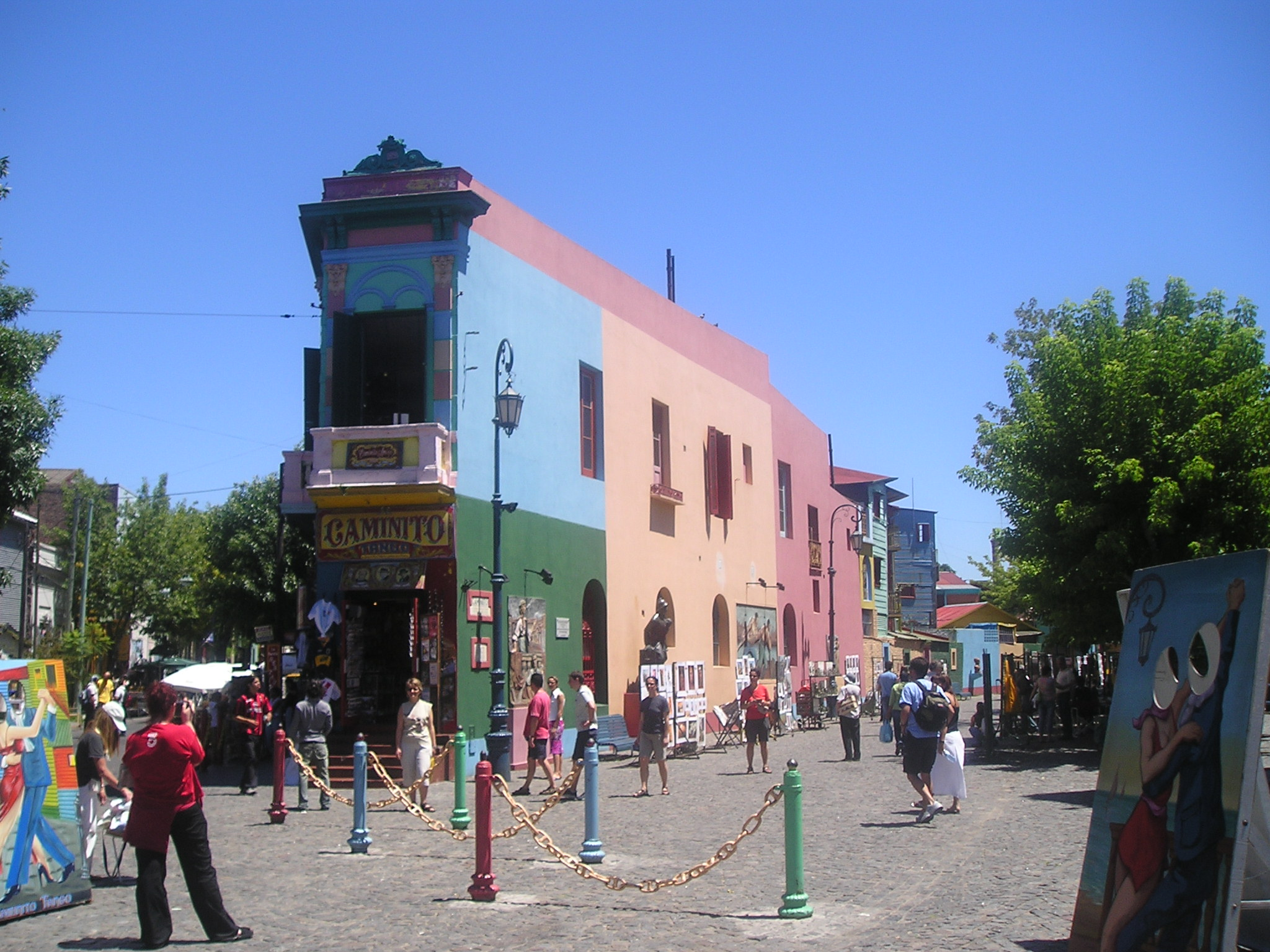
カミニートの通り
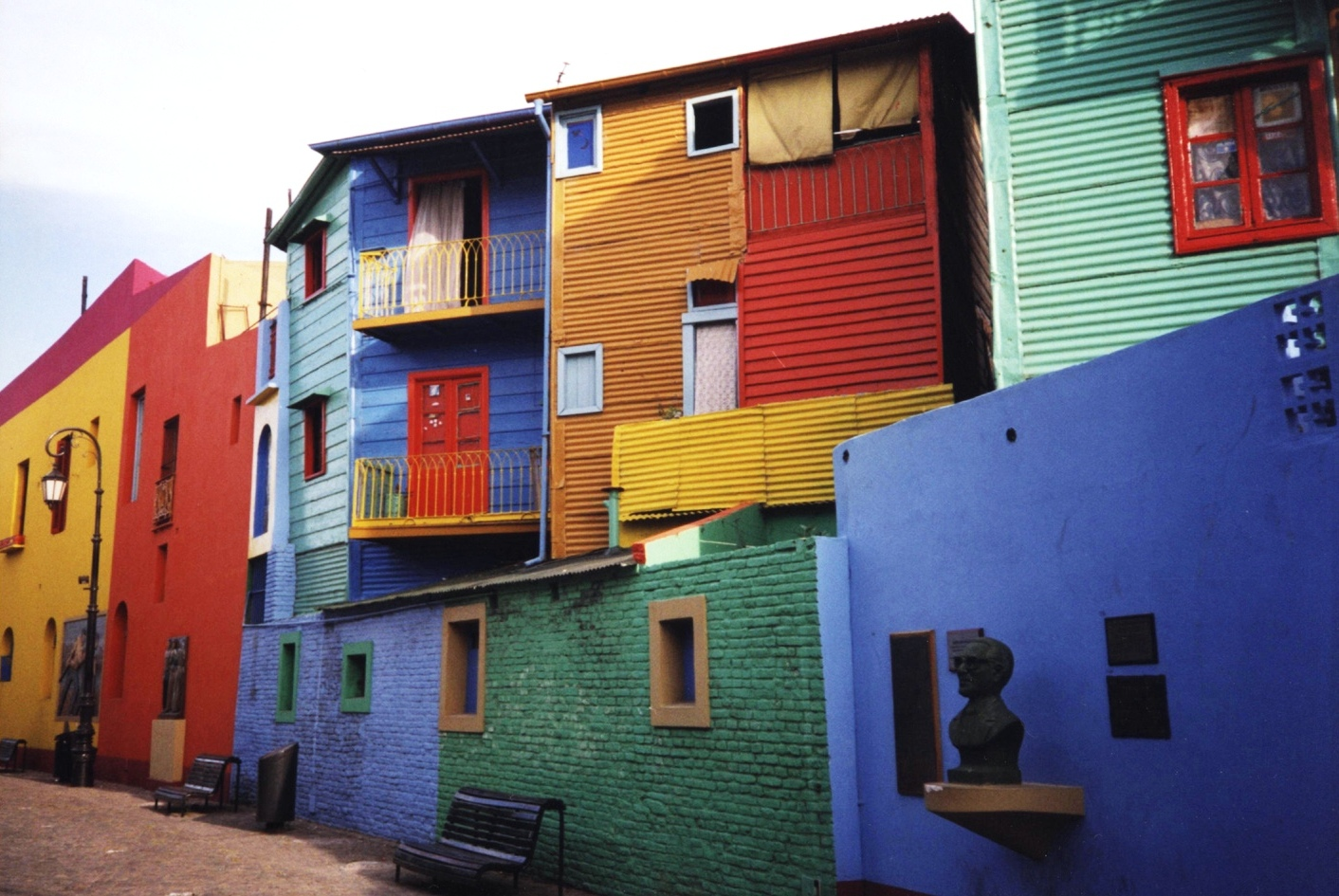
鮮やかな色で塗装されたカミニートの家
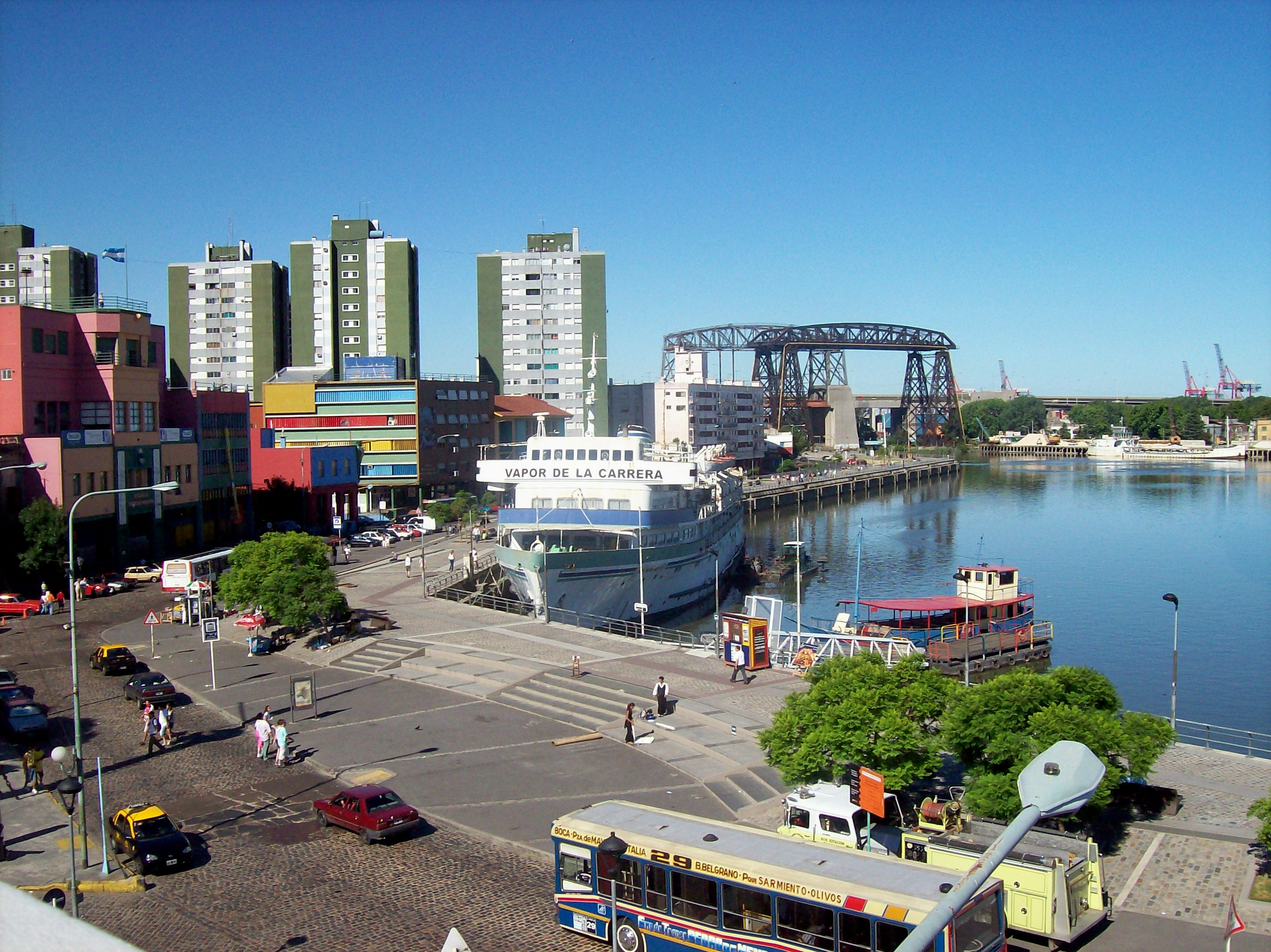
リアチュエーロ川の河岸
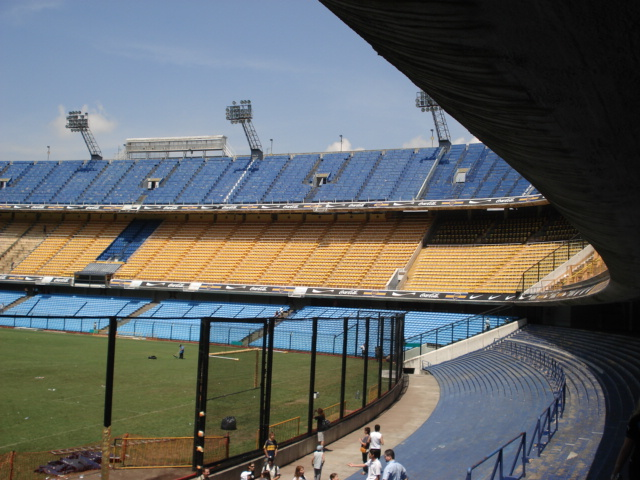
ラ・ボンボネーラ
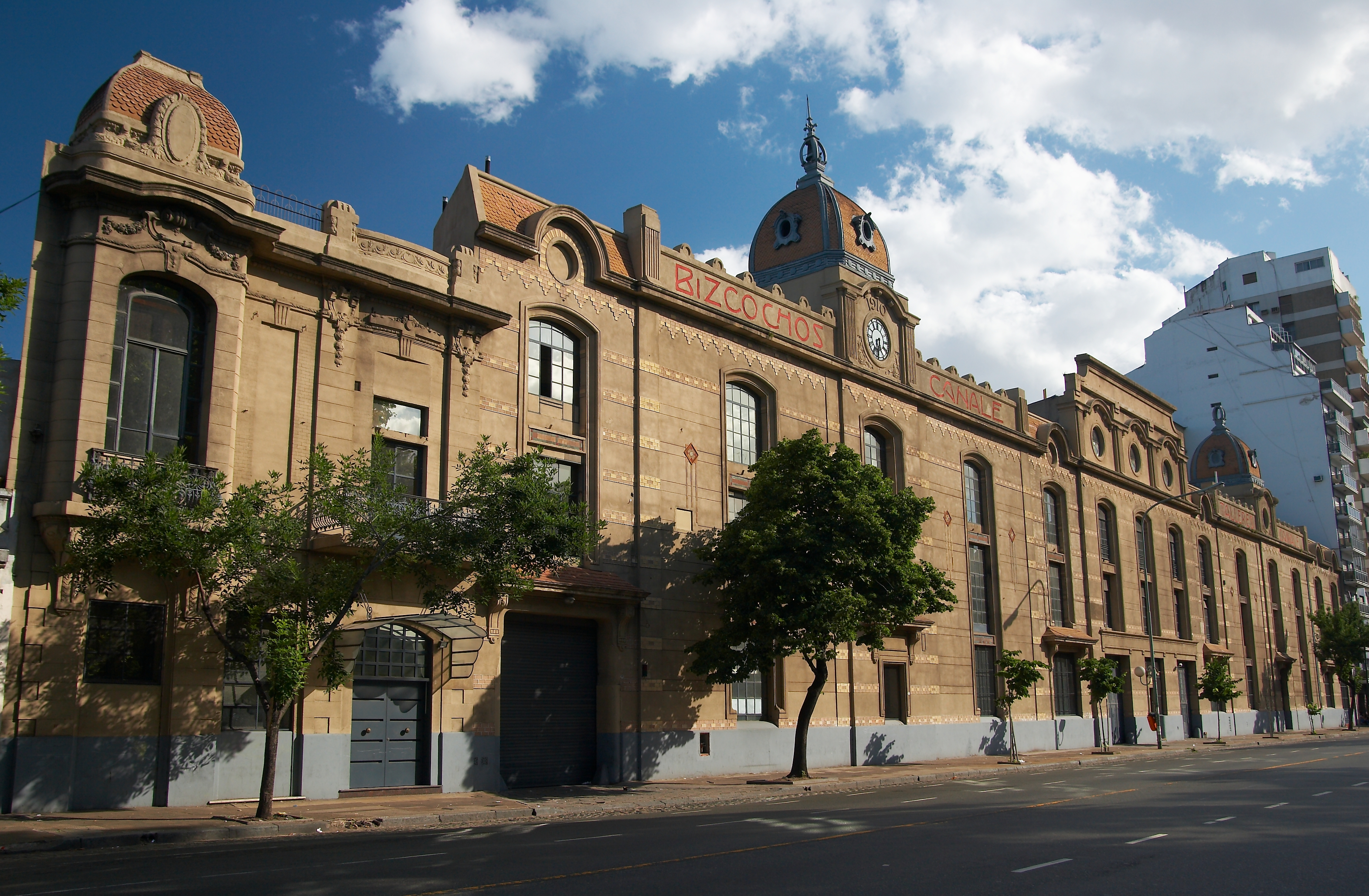
元カナーレ・ビスケット工場の高級ロフトアパート